# راتشیتسه (ناحیه ژدار ناد سازاوو)
راتشیتسه (به چکی: Račice) یک منطقهٔ مسکونی در جمهوری چک است که در ناحیه ژدار ناد سازاووو واقع شده‌است. راتشیتسه ۲٫۶۸ کیلومتر مربع مساحت و ۴۹ نفر جمعیت دارد و ۵۴۴ متر بالاتر از سطح دریا واقع شده‌است.